# Noël Curnier
Pour les articles homonymes, voir Curnier (homonymie).
Pas d'image ? Cliquez ici

a Compétitions nationales et continentales officielles uniquement.

b Matchs officiels uniquement.
Dernière mise à jour le 9 avril 2020.
Noël Curnier (dit Nono), né le 6 février 1977 à Toulon, est un joueur français de rugby à XV qui évolue au poste de talonneur (1,80 m pour 103 kg). 

## Carrière
- 1996-2000 : RC Toulon
- 2000-2001 : CA Brive
- 2001-2002 : Biarritz olympique
- 2002-2003 : CS Bourgoin-Jallieu
- 12/2003-06/2004 : SU Agen
- 12/2004-2005 : Gloucester RFC
- 2005-2007 : RC Toulon

En novembre 2001, il connaît son unique sélection avec les Barbarians français contre les Fidji à Toulon. Les Baa-Baas s'inclinent 17 à 15.

## Palmarès

### En club

#### Avec le Biarritz olympique
- Championnat de France de première division :
  - Champion (1) : 2002 (remplace Denis Avril à la 97e minute)
- Coupe de la Ligue : 
  - Finaliste (1) : 2002

#### Avec le RC Toulon
- Challenge des Provinces Reichel : 
  - Vainqueur (1) : 1998
- Coupe Frantz Reichel :
  - Vainqueur (2) : 1997 et 1998

### En équipe nationale
- Équipe de France A : 
  - 1 sélection en 2001/2002 (Afrique du Sud)
  - 1 sélection en 2002/2003 (Italie)
- Équipe de France -21 ans
- Équipe de France -19 ans
- 1 fois Barbarians français